# Bucinișu
Bucinișu es una comuna ubicada en el distrito de Olt, Rumania.

## Superficie
Posee una superficie de 27,34 kilómetros cuadrados.

## Demografía
Hasta 2021 la población era de 1796 habitantes, con una densidad de población de 65,69 habitantes por kilómetro cuadrado.